# 夏斯利韋 (伊瓦尼夫卡區)
46°43′51″N 34°24′23″E / 46.73083°N 34.40639°E
夏斯利韋（烏克蘭語：Щасливе）是位於烏克蘭南部的村莊，由赫爾松州海尼切斯克區的伊萬尼夫卡市鎮負責管轄。該村始建於1913年，面積16.2平方公里，海拔高度42米，2001年人口80，人口密度每平方公里5人。